# Arxiu Històric Municipal (Santpedor)
L'Arxiu Històric Municipal de Santpedor és al carrer Jaume Ferran, als baixos de l'actual Ajuntament de Santpedor. A l'Arxiu s'hi guarda una significativa sèrie de privilegis concedits pels reis a la vila entre els segles XII i XVI. Destaquen també les sèries de llibres de comptes municipals (segles XV-XVIII) i de llibres d'acords del consell (segle xvii). De la mateixa època també es conserven llibres per als diferents serveis i oficials municipals (botiga del blat, de la carnisseria, del mostassaf…). El major volum de documentació, però, correspon als segles XVIII, XIX i XX, en què la gestió municipal es fa més complexa i sorgeixen nous tipus de documents tant de caràcter fiscal com estadístic i demogràfic.
A l'edat mitjana, tota la documentació municipal era custodiada a l'arxiu parroquial de l'església de Santpedor. A partir del segle xv, el Consell o Ajuntament de Santpedor té un edifici propi (antic Ajuntament, Plaça Gran, 1) on es comencen a guardar alguns llibres més. En els segles XIX i XX, les guerres i el freqüents canvis de seu de l'Ajuntament provoquen considerables pèrdues de documentació. A finals del segle xix l'Arxiu és ordenat i classificat per Mn.Anton Vila i Sala. L'any 2011 es digitalitza i es trasllada a unes noves instal·lacions situades als baixos de l'actual Ajuntament.